# 9092 Nanyang
9092 Nanyang este un asteroid din centura principală, descoperit pe 4 noiembrie 1995, de BSCAP.